# Hilarión (Kapral)
Hilarión (del ruso: Иларион), nombre secular Igor Alekséyevich Kapral, (en ruso: Игорь Алексеевич Капрал); Spirit River, Alberta, Canadá, 6 de enero de 1948 - Nueva York, 16 de mayo de 2022), fue un arzobispo ortodoxo canadiense. Fue obispo metropolitano de la Diócesis de Nueva York y América oriental. Desde el 18 de mayo de 2008 ocupó la posición de primer jerarca de la Iglesia ortodoxa rusa fuera de Rusia hasta su muerte.

## Biografía
Sus padres emigraron a Canadá en 1929. Ellos provenían de Volinia, Ucrania. Kapral se educó en escuelas locales de Canadá. Entró al Seminario de la Santísima Trinidad en Jordanville, Estados Unidos en 1967 por consejo del obispo Sabas Saračević de Edmonton. Se graduó en 1972 con el grado universitario de bachiller en Teología. En el seminario empezó a estudiar el ruso. En 1976 recibió el grado de magíster en Estudios Eslavos y Literatura Rusa de la Universidad de Siracusa.
Se convirtió en novicio en el Monasterio de la Santísima Trinidad en 1973, y fue tonsurado monje ryassoforo en 1974. En 1975 fue tonsurado monje stavróforo. Tomó el nombre de Hilarión por Hilarión de Kiev.
El mismo año fue ordenado hierodiácono por el abad del Monasterio de Siracusa y Santísima Trinidad de Jordanville, arzobispo Abercio Taushev.
El domingo de ramos de 1976 fue ordenado hieromonje por el obispo Lauro Škurla de Manhattan.
En 1968, cuando era aún seminarista, fue nombrado asistente del archimandrita Constantino Záitsev, editor del "Orthodox Life", periódico en inglés del monasterio. Cuando el archimandrita Constantino (Zaitsev) falleció en 1975, Hilarión se convirtió en editor en jefe. Hilarión también comenzó a enseñar en el seminario en 1975. Además sirvió como keleynik (asistente de celda) del arzobispo Abercio hasta la muerte de aquel.
Su estatus como candidato para el episcopado fue aprobado por el Concilio de Obispos reunido en Mansonville, Quebec, en 1983, y el metropolitano Filareto Voznesenski sugirió que Hilarión fuera nombrado obispo de Manhattan, vicario de la Diócesis de Nueva York y América Oriental. Esta sugerencia fue aprobada por el Sínodo, y el hieromonje Hilarión fue consagrado para el episcopado el 27 de noviembre/10 de diciembre de 1984 en la Catedral Sinodal en Nueva York.
La consagración fue presidida por el metropolitano Filaret, que concelebró con el Arzobispo Serafín Ivanov de Chicago y Detroit, el arzobispo Antonio Sinkevich de Los Ángeles y California del Sur, el arzobispo Vitaly Ustinov de Montreal y Canadá, el arzobispo Lauro Škurla de Siracusa y Santísima Trinidad, el arzobispo Pablo Pavlov de Sídney, Australia y Nueva Zelanda, el obispo Gregorio Grabbe de Washington, el obispo Marcos Arndt de Berlín y Alemania, y el obispo Alipio Gamanovich de Cleveland. 
En 1987, fue nombrado secretario adjunto del Sínodo, como asistente del Obispo Gregorio Grabbe y en 1995 fue nombrado obispo de Washington. Mientras servía como vicario de la Diócesis de América Oriental, se caracterizó por sus visitas frecuentes a las parroquias y por su accesibilidad hacia los fieles.
En 1996, fue nombrado obispo gobernante de la Diócesis de Sídney, Australia y Nueva Zelanda, y elevado a arzobispo. Este nuevo nombramiento fue grandemente lamentado por los fieles de la Diócesis de América Oriental, quienes elevaron una petición al Sínodo para que le fuera permitido permanecer en los Estados Unidos, lo cual no fue concedido. 
Continuó su accesibilidad hacia los fieles en Australia, y también ha visitado las misiones en Indonesia, Corea y China, siendo el primer jerarca de la Iglesia en el exterior en visitar China desde que San Juan de Shanghái y San Francisco tuviera que abandonar el país tras el triunfo de la Revolución Comunista, después de la II Guerra Mundial. 
El 19 de mayo de 2006, el Concilio de Obispos de la Iglesia rusa del exterior le nombró primer vicepresidente del Sínodo de Obispos, y en esa calidad asumió provisionalmente la conducción de la ROCOR el 16 de marzo de 2008, debido al fallecimiento ese día del metropolitano Lauro. 
El 22 de marzo de 2008 el Sínodo de Obispos le nombró administrador temporal de la Diócesis de Buenos Aires y Sudamérica.
El 12 de mayo de 2008 fue elegido como primer jerarca de la Iglesia rusa del exterior, siendo entronizado como tal el domingo 18 de mayo.
Falleció el 16 de mayo de 2022 en un hospital de Nueva York tras una larga enfermedad.